# La Boussac
La Boussac is een gemeente in het Franse departement Ille-et-Vilaine (regio Bretagne). De plaats maakt deel uit van het arrondissement Saint-Malo. La Boussac telde op 1 januari 2022 1.250 inwoners.

## Geografie
De oppervlakte van La Boussac bedroeg op 1 januari 2022 21,93 vierkante kilometer; de bevolkingsdichtheid was toen 57 inwoners per km².

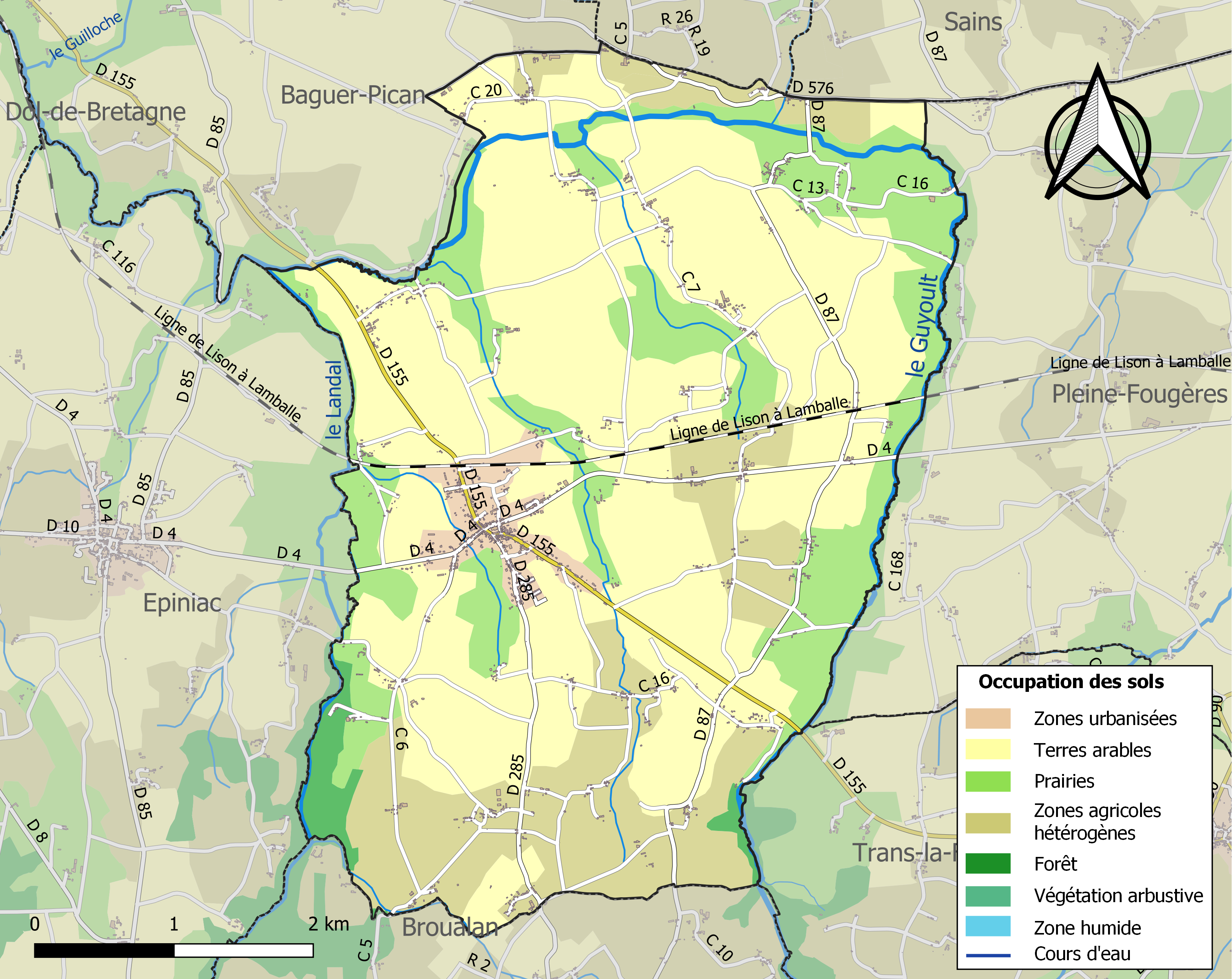
Kaart van de gemeente met belangrijkste infrastructuur, bodemgebruik en omliggende gemeenten

## Demografie
Onderstaande figuur toont het verloop van het inwonertal, bron: INSEE-tellingen. 